# Verbena goyazensis
Verbena goyazensis — вид трав'янистих рослин родини Вербенові (Verbenaceae), ендемік зх.-цн. Бразилії.
V. goyazensis має широкі, сидячі, зубчасті листки й дуже короткі, скупчені колоски; іншою характерною ознакою є глибоко сітчасті нижні поверхні листків.

## Поширення
Ендемік зх.-цн. Бразилії.